# Želeč (ort i Tjeckien, Olomouc)
Želeč är en ort i Tjeckien.   Den ligger i regionen Olomouc, i den östra delen av landet, 210 km öster om huvudstaden Prag. Želeč ligger 240 meter över havet och antalet invånare är 559.
Terrängen runt Želeč är huvudsakligen platt, men västerut är den kuperad.Runt Želeč är det ganska glesbefolkat, med 43 invånare per kvadratkilometer. Närmaste större samhälle är Prostějov, 14,0 km norr om Želeč. Trakten runt Želeč består till största delen av jordbruksmark.